# Zone
Zone (grec antic: Ζώνη) fou una ciutat de la costa sud de Tràcia, situada en un cap o promontori amb el mateix nom, a poca distància a l'oest de l'entrada al llac Stentoris (en llatí Lacus Stentoris).